# 애꾸눈 잭
애꾸눈 잭(One-Eyed Jacks)은 미국에서 제작된 말론 브란도 감독의 1961년 서부 영화이다. 말론 브란도 등이 주연으로 출연하였고 프랭크 P. 로젠버그 등이 제작에 참여하였다. 원래는 스탠리 큐브릭이 감독을 맡을 예정이었으나 스튜디오 분쟁으로 인해 브란도와 가이 트로스퍼로 넘어갔다.

## 출연

### 주연
- 말론 브란도
- 칼 말든

### 조연
- 커티 주라도
- 벤 존슨
- 슬림 픽컨스
- 엘리사 쿡 주니어

## 제작진
- 원작자: 찰스 나이더
- 의상: 이본느 우드